# الیسیونیسم
الیسیونیسم (به انگلیسی: Elisionism) یک دیدگاه فلسفی است که شامل نظریه‌های اجتماعی مختلف می‌شود. نظریه‌های الیسیونیست متنوع هستند؛ با این حال، آنها در پایبندی به فلسفه پویشی و همچنین فرضشان مبنی بر اینکه اجتماعی و فرد را نمی‌توان از هم جدا کرد، متحد هستند.
اصطلاح «الیسیونیسم» توسط مارگارت آرچر (۲۰ ژانویه ۱۹۴۳-۲۱ می ۲۰۲۳) جامعه‌شناس بریتانیایی در سال ۱۹۹۵ در کتاب «نظریه اجتماعی واقع‌گرا: رویکرد ریخت‌شناسی» ابداع شد. الیسیونیسم اغلب با کل‌نگرگرایی، اتم‌گرایی و emergentism در تضاد است.

### پاورقی‌ها
1. ↑  Sawyer 2005, p. 175.
2. ↑  Archer 1995، p. 60; Sawyer 2005، p. 125.
3. ↑  Craven 2000, p. 6.

### کتابشناسی
- آرچر, مارگارت اس. (1995). نظریه اجتماعی واقع‌گرا: رویکرد ریخت‌شناسی. کمبریج، انگلستان: انتشارات دانشگاه کمبریج. doi:10.1017/CBO9780511557675. ISBN 978-0-521-48442-8.
- کریون, شان (2000). مارکسیسم و رئالیسم: کاربرد ماتریالیستی رئالیسم در علوم اجتماعی. لندن: راتلج. doi:10.4324/9780203186114. ISBN 978-0-415-23622-5.
- ساویر, آر. کیث (2005). ظهور اجتماعی: جوامع به عنوان نظام‌های پیچیده. نیویورک: انتشارات دانشگاه کمبریج. doi:10.1017/CBO9780511734892. ISBN 978-0-521-84464-2.